# Morlun
Morlun è un personaggio dei fumetti, creato da J. Michael Straczynski (testi) e John Romita Jr. (disegni), pubblicata dalla Marvel Comics. La sua prima apparizione avviene in The Amazing Spider-Man (seconda serie) n. 30 (giugno 2001).

## Biografia del personaggio

### Origini
In un lontano passato, Morlun e la sua famiglia presero parte a una battaglia contro il Maestro Tessitore e riuscirono a catturarlo e utilizzarne il potere per viaggiare tra dimensioni e cacciare tutti gli avatar ragno. Morlun infatti è un vampiro psichico e per vivere ha bisogno, dopo un certo periodo, di nutrirsi assorbendo l'energia psichica delle persone che hanno poteri totemici; più pura è la fonte, maggiore è il nutrimento.
Ad un certo punto, Morlun andò su Terra-616 e diede la caccia a un ragno-totem di nome Ezekiel Sims, che riuscì a sfuggirgli. Ezekiel fece ricerche su Morlun e prese misure per proteggere le future generazioni di totem, come Cindy Moon e Peter Parker, spiegando loro il lato totemico dei loro poteri, avvertendoli su Morlun, e tentando di prenderli in custodia protettiva.
Dopo l'incontro di Peter con Ezekiel, Morlun e il suo sfortunato tirapiedi Dex iniziarono a tormentare il giovane totem con stalking e disturbando il suo senso di ragno. Morlun alla fine si rivelò e attaccò Spider-Man che non riuscì né a sconfiggerlo né a sfuggirgli.
Morlun attaccò continuamente Spider-Man nei giorni successivi, mettendo in pericolo le vite dei cittadini innocenti, se Peter cercava di fuggire. Con l'aiuto di Ezekiel, l'Uomo Ragno si impadronì di un campione di sangue di Morlun, e scoprì che conteneva il DNA di ogni genere di animale; potendo sfruttare questo contro il vampiro lo condusse in una centrale nucleare, e si iniettò una dose di radiazioni che avrebbe ucciso un normale essere umano, ma che potevano solo indebolire Spider- Man il cui sangue è già radioattivo. Quando Morlun cercò di assorbire i poteri di Peter si indebolì al punto che arrivò a supplicare vilmente Spider-Man di risparmiargli la vita. Mentre l'eroe stava riflettendo se doveva lasciar vivere un mostro come Morlun, Dex sparò al suo ex-capo che si ridusse in polvere.

### Ritorno
Morlun ricomparve mesi più tardi e tormentò Spider-Man con apparizioni improvvise e misteriose, avvertendolo che stava venendo a finirlo.
Peter aveva già i suoi problemi: per una ragione non spiegabile dalla scienza, stava morendo e Morlun rimase a godersi lo spettacolo per poi attaccarlo quando era più debole arrivando a cavargli un occhio.
Poco dopo, Morlun entrò nella camera di Spider-Man al Pronto Soccorso per finirlo, incurante della presenza dei Vendicatori (Capitan America, Iron Man e Luke Cage e Jessica Drew) e di Mary Jane Watson. Improvvisamente Spider-Man si riprese e dotato di nuovi misteriosi poteri, assalì il vampiro e lo uccise.

### Morlun VS Pantera Nera
Qualche tempo dopo, una setta fece risorgere Morlun in modo che potesse divorare Pantera Nera e, indebolire così il Wakanda. Morlun uccise l'Uomo-scimmia ma venne sconfitto dalla nuova Pantera Nera Shuri, che, con l'aiuto di uno stregone, lo esiliò in un limbo.

### Ragnoverso
Morlun fuggì dal Limbo riprese a cacciare i totem del ragno. Tuttavia, le sue morti precedenti gli fecero sviluppare un timore per Terra-616, e si diresse su altri universi. Uccise tra gli altri Peter Parquagh, l'uomo ragno del 1602.
Dopo la liberazione della "sposa del ragno" (Cindy Moon/ Silk) Morlun diede inizio alla grande caccia ai ragni in tutto il multiverso.
Durante le sue cacce ai ragni venne però scoperto da Billy Braddock/Spider-Uk, che cominciò a formare un esercito di ragni per contrastarlo.
Si nutrì di varie versioni alternative di Miguel O' Hara, uccidendo il Miguel di Terra-6375 mentre andava su Terra-616.
Andato lì si trovò davanti di fronte allo scioccato Miguel di Terra-928, tuttavia, a causa del suo timore di un universo in cui era stato ucciso tre volte, invece di attaccarlo fuggì via spaventato (cosa che Miguel non mancò di notare).
Successivamente si recò su Terra-13, con il padre e il fratello Jennix per catturare il Figlio, che si rivelò essere Benjy Parker.
Quando gli Eredi riuscirono a rapire gli altri due ragno-totem necessari per eseguire un rito, L'Altro e La Sposa, e l'esercito di ragni si diresse sulla loro base per fermarli.
Alla fine, il ragno-esercito riuscì a sopraffare gli eredi e a fermare il rituale Morlun e i suoi familiari (eccetto Karn schieratosi con i totem) vennero poi imprigionati in un mondo radioattivo, da cui non potevano fuggire. Tuttavia, Spider-Man li mandò nella Sims Tower dove avrebbero potuto sopravvivere, ma mai più fare male a qualcuno.

## Poteri e abilità
Morlun possiede una grande varietà di attributi sovrumani come risultato della sua appartenenza alla razza dei vampiri psichici.
- Assorbimento forza vitale: il potere principale di Morlun è la capacità di assorbire l'energia vitale di altre creature viventi, concedendosi in tal modo abilità fisiche sovrumane. Anche se Morlun può assorbire le energie di praticamente qualsiasi essere, deve di tanto in tanto, rinnovarsi alimentandosi di esseri che hanno poteri legati agli animali. Una volta che Morlun ha toccato un essere umano, è in grado di percepire la forza vitale della persona attraverso grandi distanze. Il limite di questa capacità non è noto, ma gli ha permesso di seguire facilmente Spider-Man per New York.
- Forza sovrumana: Morlun possiede una forza sovrumana che varia a seconda di come si è nutrito e da che tipo di fonte, ma ha dimostrato di poter sollevare 20 tonnellate. Mentre combatteva Pantera Nera, ha sfondato una rete di adamantio a mani nude.
- Velocità sovrumana: Morlun può correre e muoversi a velocità che vanno oltre i limiti fisici dell'uomo migliore atleta umano. Sebbene il limite esatto non sia noto, si è mostrato più veloce dell'Uomo Ragno.
- Resistenza sovrumana: la sua capacità di resistenza dipende da come e quando si è nutrito, ma Morlun può sfruttare le sue capacità almeno per diverse ore prima che l'accumulo di tossine della fatica nel suo sangue cominci a metterlo in pericolo. Il corpo di Morlun è più duro e più resistente del corpo di un essere umano a determinati tipi di danni. Può sopportare grandi forze d'impatto.
- Agilità sovrumana: agilità, equilibrio e coordinazione del corpo di Morlun sono molto più potenti di quelli di un umano.
- Super-riflessi: i riflessi di Morlun sono parimenti migliori.
- Immortalità: Morlun è praticamente immortale nel senso che è immune agli effetti dell'invecchiamento e a tutte le malattie conosciute, tuttavia, può essere ucciso se ferito abbastanza gravemente.

Anche se non si sa esattamente, se ha avuto, un vero e proprio addestramento Morlun ha dimostrato di essere un formidabile combattente. Morlun ha anche diverse debolezze: per mantenersi in vita deve nutrirsi regolarmente della forza vitale di altri esseri viventi. Si è anche dimostrato altamente vulnerabile all'esposizione alle radiazioni, inoltre se non è concentrato sul mantenersi forte è vulnerabile come un umano normale.

## Curiosità
- Dopo le sue morti su Terra-616 a causa di Dex e Spider-Man, ha cominciato ad avere paura di quella realtà.
- Morlun è l'erede di Solus.
- Sembra essere il membro più amato della famiglia.
- Compare nel romanzo "Spiderman Darkest Hours".
- Ricorda quando Peter era l'ospite dell'altro nonostante l'alterazione della realtà compiuta da Mefisto.